# Distrito electoral de Tyrone (condado de Red Willow, Nebraska)
Tyrone (en inglés: Tyrone Precinct) es un distrito electoral ubicado en el condado de Red Willow en el estado estadounidense de Nebraska. En el Censo de 2010 tenía una población de 44 habitantes y una densidad poblacional de 0,47 personas por km².

## Geografía
Tyrone se encuentra ubicado en las coordenadas 40°7′55″N 100°15′1″O / 40.13194, -100.25028. Según la Oficina del Censo de los Estados Unidos, Tyrone tiene una superficie total de 92.72 km², de la cual 92.72 km² corresponden a tierra firme y (0%) 0 km² es agua.

## Demografía
Según el censo de 2010, había 44 personas residiendo en Tyrone. La densidad de población era de 0,47 hab./km². De los 44 habitantes, Tyrone estaba compuesto por el 84.09% blancos, el 0% eran afroamericanos, el 0% eran amerindios, el 0% eran asiáticos, el 0% eran isleños del Pacífico, el 15.91% eran de otras razas y el 0% pertenecían a dos o más razas. Del total de la población el 15.91% eran hispanos o latinos de cualquier raza.